# Patrik Siegl
Patrik Siegl (* 26. Februar 1976 in Šternberk) ist ein tschechischer Fußballspieler auf der Position eines Abwehr- und Mittelfeldspieler, der seit 2014 als Stammspieler beim SC Gresten-Reinsberg in der niederösterreichischen 1. Klasse West, einem Siebentligisten, spielt. 

## Vereinskarriere
Siegl begann seine Karriere im Alter von acht Jahren bei US Uničov. Anfang 1993 wechselte der damals 17-jährige Mittelfeldspieler zu TJ Vítkovice. Noch als Jugendlicher debütierte Siegl am 9. Mai 1993 in der 1. tschechoslowakischen Liga. In der Saison 1993/94 absolvierte er zwei Erstligaspiele für den TJ Vítkovice.
In der Saison 1994/95 leistete Siegl seinen Wehrdienst beim damaligen Drittligisten VTJ Znojmo ab. Im Sommer 1995 wurde der Defensivspieler von Boby Brünn verpflichtet. In Brünn kam Siegl in fünfeinhalb Jahren 157 Mal zum Einsatz und schoss 20 Tore. Besonders erfolgreich war für ihn die Saison 1999/00: Er fehlte in keinem einzigen Ligaspiel und erzielte neun Tore für seine Mannschaft.
Anfang des Jahres 2000 wechselte Siegl, der auch auf der Position des Verteidigers spielen kann, innerhalb der tschechischen Liga zum SK Sigma Olmütz. Auch in Olmütz gehörte Siegl zur Stammformation. In drei Jahren kam er auf 81 Einsätze, in denen ihm 13 Treffer gelangen.
In der Rückrunde der Saison 2003/04 sollte er dem damaligen Zweitligisten SSV Jahn Regensburg helfen, die Klasse zu erhalten, was der Mannschaft jedoch nicht gelang. Nach zehn Spielen für die Oberpfälzer war für Siegl das Kapitel 2. Bundesliga wieder beendet. Der Tscheche wollte zwar auch in der Regionalliga in Regensburg spielen, bekam aber nicht die dafür notwendige Arbeitserlaubnis.
Zur Saison 2004/05 kehrte er nach Tschechien zurück und schloss sich seinem inzwischen in 1. FC Brünn umbenannten Ex-Klub an. Auch wie bei seinem ersten Engagement in Brünn war Siegl eine wichtige Stütze der Mannschaft.
Ab der Saison 2008/09 spielte Siegl für den damaligen österreichischen Bundesligisten Kapfenberger SV. Im Sommer 2010 kehrte er Österreich den Rücken und kehrte nach Tschechien heim und unterschrieb bei Fotbal Třinec in der zweithöchsten Spielklasse. Im Sommer 2012 kehrte Siegl nach Österreich zurück und unterschrieb einen Einjahresvertrag beim SC Ostbahn XI in der Österreichischen Regionalliga Ost. Nachdem er dort im Dezember 2012 seinen Vertrag aufgelöst hatte, wechselte er noch in der Winterpause 2012/13 zum Kremser SC in die 2. Landesliga West, einer fünfthöchsten Spielstufe. Von dort ging es bereits im nachfolgenden Sommer eine Liga tiefer zum niederösterreichischen Sechstligaklub SVU Mauer in die Gebietsliga West. Nach abermals nur einem halben Jahr kam es zu einem erneuten Vereinswechsel, wobei sich der ehemalige tschechische Nachwuchsnationalspieler dem Siebentligisten SC Gresten-Reinsberg mit Spielbetrieb in der 1. Klasse West anschloss, bei dem er seitdem als Stammspieler agiert und dem Verein auch zur Spielzeit 2015/16 noch immer angehört.

## Nationalmannschaft
Siegl spielte zwischen 1993 und 1994 zwei Mal für die tschechische U-18-Auswahl. In den Jahren 1996 und 1997 kam der Defensiv-Allrounder zu neun Einsätzen in der U-21 und schoss dabei drei Tore.